# کای یالین
کای یالین (انگلیسی: Cai Yalin؛ زادهٔ ۳ سپتامبر ۱۹۷۷) تیرانداز اهل چین است.
وی در مسابقات کشوری و بین‌المللی در مجموع برندهٔ ۱ مدال طلا شده‌است.